# Juampi Sutina
Juan Pablo Sutina Bustamante (nacido el 9 de febrero de 1990 en Buenos Aires, Argentina) es un jugador de baloncesto hispano-argentino que pertenece a la plantilla del Força Lleida Club Esportiu desde 2012. Con 1,92 metros de estatura, juega en la posición de escolta.

## Trayectoria deportiva
Juampi es un escolta argentino que posee la nacionalidad española, por lo que no ocupa plaza de extracomunitario. Inició su formación deportiva en el Club Atlético Independiente de Avellaneda y en dos clubes más de la localidad de Salta, Club Gimnasia y Tiro y Club 9 de Julio, en su país natal, antes de volar hacia España con apenas trece años para enrolarse en las filas del Club Baloncesto Janubio, en la isla de Lanzarote (Islas Canarias), durante la cual gracias a su aportación fue Campeón de la Liga Insular Infantil y Cadete masculina, con lo cual participó en los Campeonatos de Canarias correspondientes, y fue seleccionado para participar  en los Campeonatos de España de Selecciones Autonómicas Infantil Masculino de esa temporada. Los coordinadores de la base del Lleida Bàsquet no tardaron en fijarse en él y, tan solo una temporada después, Sutina ya formaba parte del cadete del club catalán. Militó en el Barris Nord hasta que concluyó su etapa de formación, llegando incluso a debutar con el Plus Pujol de Adecco Oro antes de ser cedido al vinculado, CB Monzón, de liga EBA. 
Volvió a la plantilla del Lleida Bàsquet tras el descenso administrativo del club a la liga EBA. Con el regreso del club a la Adecco Oro apenas una temporada después se quedó sin sitio en la plantilla y regresó a Monzón. En febrero de 2011, al contar ya con la nacionalidad española, le llegó la oportunidad de probar suerte en la Adecco Plata, pues Mateo Rubio contó con él para su ADT Tarragona. La campaña 2011-2012 regresó a la liga EBA, en la que fue uno de los exteriores más destacados de la competición en el Recinor Ferrol.
Ya en el Força Lleida su protagonismo fue creciendo durante sus cinco temporadas en el club, en las que ha seguido una progresión claramente ascendente.